# オーンカーンチェーンナム
『オーンカーンチェーンナム』（โองการแช่งน้ำ）とはアユタヤ王朝時代に作られた韻文詩の一つ。忠誠を誓う儀式で用いられた。
オンカーンチェーンナムはアユタヤ王朝時代に国王に忠誠を誓う儀式の時に唱えられるために作られたものである。作者は不明であるが、クメール王スーリヤヴァルマン1世が1011年にブラフミン（バラモン僧）に命じて作らせた同様の忠誠の詩を元に、アユタヤ王ラーマーティボーディー1世が宮廷のブラフミンに命じて作らせた物と考えられている。アユタヤ王朝下のある時期には年に2回、高僧やブラフミンを呼び高官や地方の国主の前でこの詩を王が唱えさせるのが習慣となっていた。チャクリー王朝以降はこの習慣が薄れるが1932年の立憲革命まで存続した。その後暫く絶えていたが1969年からラーマーティボーディー勲章の授与式において利用されることになった。なおこの詩はラーマ6世（ワチラーウット）の時代までは呼称が多々あり混乱を極めていたため、ラーマ6世は「オンカーンチェーンナム」を公式な呼び方として制定し、以降この名前が定着した。
文学的にはこの詩はタイで最初の韻文詩とされており後生のタイの詩形の形成に大きな影響を与えた。内容的には、まず冒頭でナーラーイ（ヴィシュヌ）、ボーロメーサワラーイ（シヴァ）、プロマーン（ブラフマー）に対して賞賛がなされ、その後、アグニやスカンダーなどのバラモン＝ヒンドゥー教的神々への賞賛とともに王への忠誠を促す文章が織り込められている。これは王とヒンドゥーの神々を同一視させようという意図があったためである。一方でブッダなどの言葉が一部を除いてほとんど登場しないのも特徴になっている。また全体にストーリー性はなく、むしろ唱えることによってヒンドゥー教的な荘厳さを見せつけ、王の威厳を高めようとしている。